# Дикі соняшники (фільм, 2022)
Дикі соняшники (ісп. Girasoles silvestres) — іспано-французький фільм 2022 року режисера Хайме Росалеса, у якому знялися Анна Кастільо разом з Оріолом Пла, Кімом Авілою та Луїсом Маркесом.

## Сюжет
Сюжет розповідає про Джулію, 22-річну матір-одиначку з сильною жагою до життя, яка романтично закохується в конфліктного чоловіка Оскара, а також зустрічається з двома іншими чоловіками з різним минулим.

## У ролях
| Актор          | Персонаж |
| -------------- | -------- |
| Анна Кастільйо | Джулія   |
| Оріоль Пла     | Оскар    |
| Кім Авіла      | Маркос   |
| Луїс Маркес    | Алекс    |
| Маноло Соло    | Роберто  |
| Кароліна Юсте  | Маіте    |
| Діана Гомес    | Магалі   |

## Виробництво
Сценарій написали Хайме Росалес та Барбара Дієс. Фільм створено компаніями Fresdeval Films, A Contracorriente Films, Oberon Media та Luxbox, за участі RTVE, TV3 та Movistar+, а також за фінансування ICAA, ICEC та програми MEDIA від Creative Europe. Зйомки розпочалися в Барселоні з лютого 2021 року. Локації зйомок також включали Матаро, Баньолас та Мелілья. Операторкою працювала Елен Лувар.

## Показ
Фільм був відібраний для показу в офіційній програмі 70-го Міжнародного кінофестивалю в Сан-Себастьяні, де він був представлений 17 вересня 2022 року. Дистриб'ютором фільму виступила компанія A Contracorriente Films, а 14 жовтня 2022 року він вийшов у кінотеатральний прокат в Іспанії.

## Рецензії
Джонатан Голланд із ScreenDaily вважає, що фільм є «цікавим кроком у напрямку мейнстріму» Росалеса, з «захопливою, часом несамовитою, але завжди впізнаваною центральною роллю» Кастільйо.

### Топ-10
Фільм потрапив у десятку найкращих іспанських фільмів 2022 року за версією ряду критиків:
- 3-й — ABC (Oti Rodríguez Marchante)[21]
- 3-й — El Cultural (Mariona Burrull)[22]
- 7-й — Cadena SER (Elio Castro)[23]